# Camping World Stadium
Camping World Stadium – stadion sportowy położony w amerykańskim mieście Orlando w stanie Floryda. Stadion został zbudowany w 1936 roku, maksymalna pojemność wynosi 74 635 widzów. Na tym obiekcie rozegrano kilka meczów Mistrzostw Świata w Piłce Nożnej 1994. Tu odbyła się również Wrestlemania 33 w 2017 roku.

## Nazwy
Stadion miał wielokrotnie zmieniane nazwy:
- 1936-1946: Orlando Stadium
- 1947-1975: Tangerine Bowl
- 1976: Citrus Bowl
- 1977-1982: Orlando Stadium
- 1983-2013: Florida Citrus Bowl
- 2014-2016: Orlando Citrus Bowl
- od 2016: Camping World Stadium